# Barry Watson
Michael Barrett „Barry” Watson (Traverse City, Michigan, 1974. április 23. –) amerikai színész, legismertebb szerepei a Hetedik mennyországból Matt Camden, a Miért pont Brian?-ből Brian, valamint a Nem ér a nevemből Barry.

## Gyerekkora
Apja ügyvéd volt. Barry négy testvére közül a harmadikként született. 8 éves volt, amikor a családja Dallasba költözött, ahol elkezdte modell karrierjét. Linda Seto-tól a Dallas Young Actors Studio-ban színészetet tanult. 14 éves volt, amikor szülei elváltak. 15 évesen a kaliforniai Burbankba költöztek, ahol azonnal kapott egy hat hónapos szerződést az Életünk napjai című szappanoperában. Miután szerződése lejárt, Barry 1992-ben leérettségizett a Richardson High Schoolban.

## Magánélete
Barry már kétszer házasodott. Elsőre 1996-ban Laura Payne-Gabriellel házasodott össze, akivel később elváltak. 2003 decemberében, Barry újra találkozott középiskolai osztálytársával, Tracy Hutsonnal. 2004 augusztusában eljegyezték egymást, majd 2006. július 14-én összeházasodtak. Első fiuk, Oliver 2005. május 2-án született, második fiuk, Felix 2007. november 13-án. 2011-ben Tracy és Barry elváltak.
Barrynek mostani barátnőjétől, Natasha Gregson Wagnertől 2012. május 30-án megszületett első kislánya, Clover Clementyne Watson.

## További információ
- Barry Watson a Facebookon
- Barry Watson a PORT.hu-n (magyarul)
- Barry Watson az Internetes Szinkronadatbázisban (magyarul)
- Barry Watson az Internet Movie Database-ben (angolul)
- Barry Watson a Rotten Tomatoeson (angolul)